# Thái Thú
Thái Thú (1870–1895), tên thật Nguyễn Long Phụng, là một trong những lãnh đạo của phong trào Cần vương tỉnh Quảng Ngãi.

## Cuộc đời
Nguyễn Long Phụng xuất thân trong một gia đình nông dân ở phố (cảng) Thu Xà, phủ Tư Nghĩa, này thuộc xã Nghĩa Hòa, huyện Tư Nghĩa, tỉnh Quảng Ngãi. Các tài liệu hiện nay cho là ông sinh năm Canh Ngọ (1870), trong khi bia mộ tại quê nhà khắc là năm Giáp Tuất (1874).
Năm 1885, Kinh thành Huế thất thủ, phong trào Cần vương nổ ra, nghĩa quân Quảng Ngãi do Lê Trung Đình và Nguyễn Tự Tân lãnh đạo đã mở cuộc tấn công đánh chiếm thành Quảng Ngãi, thành lập Nghĩa hội Cần vương, nhưng nhanh chóng bị dập tắt. Năm 1886, Nguyễn Bá Loan tìm cách khôi phục lại Nghĩa hội Quảng Ngãi, tích súc lực lượng để tiếp tục phát động khởi nghĩa. Thái Thú gia nhập Nghĩa hội và trở thành một bộ tướng của Nguyễn Bá Loan, chỉ huy lực lượng Đoàn Kiệt với nòng cốt là những người trẻ tuổi trong Nghĩa hội.
Năm 1886, lực lượng nghĩa quân do Trần Hoài và Tôn Tường chỉ huy tấn công phủ lỵ Bình Sơn, nơi Nguyễn Thân, kẻ phản bội lại nghĩa quân để hợp tác với thực dân Pháp, đang đóng giữ. Hai bên giao chiến ở làng Trung Yên (tổng Bình Hòa, nay thuộc xã Bình Thạnh), Thái Thú cũng dẫn dắt đội Đoàn Kiệt tham gia, tương truyền ông từng phi ngựa xung phong và thiếu chút nữa thì tiêu diệt được Nguyễn Thân. Năm 1887, cuộc khởi nghĩa bị Nguyễn Thân đàn áp và tan rã, Thái Thú trở về quê nhà Thu Xà, cùng Nguyễn Vịnh, Tôn Đính, Bạch Văn Vĩnh,... bí mật tụ hợp lực lượng, tìm cách liên hệ với nghĩa quân Hương Khê của Phan Đình Phùng nhằm tiếp tục phong trào chống Pháp.
Đêm ngày 7 rạng sáng 8 tháng Chạp năm Giáp Ngọ (1894), được sự giúp đỡ của đội "quân Bạch lộ" (binh lính người Việt của thực dân Pháp), một đội nghĩa quân do Thái Thú trực tiếp chỉ huy từ Thu Xà tiến về phía đông bắc bao vây đồn Cổ Lũy, hạ sát Thương chính Reignard (người Pháp). Tuy nhiên, kế hoạch phối hợp với cánh quân của Nguyễn Vịnh để đánh chiếm tỉnh thành không diễn ra như dự liệu do Án sát Tôn Thất Lữ phòng giữ nghiêm ngặt. Nhận thấy việc bao vây không có kết quả, nghĩa quân buộc phải rút về núi An Đại (Tư Nghĩa). Tôn Thất Lữ cho quân truy quét. Thái Thú, Nguyễn Vịnh, Bạch Văn Vĩnh bị bắt và bị xử tử vào ngày 24 tháng Chạp (tháng 1 năm 1895). Sau khi Thái Thú thất bại, các sĩ phu ở Quảng Ngãi lại tập hợp đấu tranh dưới sự chỉ huy của Trần Du cho đến tận năm 1896.

## Vinh danh
Di hài của ông được đưa về quê nhà Thu Xà chôn cất và lập đền thờ.
Tên của ông được đặt cho một con đường ở thị trấn La Hà (Tư Nghĩa) và thành phố Quảng Ngãi.